# Earl of Elgin

Wappen der Earls of Elgin

Earl of Elgin ist ein erblicher britischer Adelstitel in der Peerage of Scotland.
Der Earl ist erblicher Chief des Clan Bruce. Der Familiensitz ist Broomhall House bei Dunfermline in Fife.

## Geschichte
Am 21. Juni 1633 wurde der Titel für Thomas Bruce, 3. Lord Bruce of Kinloss, geschaffen. Zusammen mit dem Earldom wurde ihm der nachgeordnete Titel Lord Bruce of Kinloss verliehen. Von seinem Vater hatte er bereits 1613 den am 2. Februar 1602 für seinen Großvater geschaffenen Titel Lord Bruce of Kinloss geerbt. All diese Titel gehören zur Peerage of Scotland. Am 30. Juli 1641 wurde ihm in der Peerage of England auch der Titel Baron Bruce of Whorlton verliehen.
Seinem Sohn und Erben als 2. Earl, Robert, wurden am 18. März 1664 in der Peerage of England auch die Titel Earl of Ailesbury, Viscount Bruce of Ampthill und Baron Bruce of Skelton verliehen.
Beim Tod des 4. Earls of Elgin 1774 erloschen die Titel von 1664. Die Titel von 1602, 1633 und 1641 fielen an seinen entfernten Verwandten Charles Bruce, der bereits seit 1740 die Titel 9. Earl of Kincardine und 9. Lord Bruce of Torry innehatte. Die Earldoms of Elgin und Kincardine sind seither vereint.
Der 7. Earl wurde bekannt durch den Abtransport zahlreicher Skulpturen vom Parthenon in Athen, die sich als die sogenannten Elgin Marbles heute im British Museum in London befinden. In Dublin gibt es einige Straßen, die nach dem Earl benannt sind, so z. B. Elgin Road und Ailesbury Road.
Dem 8. Earl of Elgin wurde am 13. November 1849 in der Peerage of the United Kingdom der Titel Baron Elgin, of Elgin in Scotland, verliehen.

## Liste der Titelinhaber

### Lords Bruce of Kinloss (1608)
- Edward Bruce, 1. Lord Bruce of Kinloss (1548–1611)
- Edward Bruce, 2. Lord Bruce of Kinloss (1594–1613)
- Thomas Bruce, 3. Lord Bruce of Kinloss (1599–1663) (1633 zum Earl of Elgin erhoben)

### Earls of Elgin (1633)
- Thomas Bruce, 1. Earl of Elgin (1599–1663)
- Robert Bruce, 2. Earl of Elgin, 1. Earl of Ailesbury (1627–1685)
- Thomas Bruce, 3. Earl of Elgin, 2. Earl of Ailesbury (1656–1741)
- Charles Bruce, 4. Earl of Elgin, 3. Earl of Ailesbury (1682–1747)
- Charles Bruce, 5. Earl of Elgin, 9. Earl of Kincardine (1732–1771)
- William Bruce, 6. Earl of Elgin, 10. Earl of Kincardine (1764–1771)
- Thomas Bruce, 7. Earl of Elgin, 11. Earl of Kincardine (1766–1841)
- James Bruce, 8. Earl of Elgin, 12. Earl of Kincardine (1811–1863)
- Victor Bruce, 9. Earl of Elgin, 13. Earl of Kincardine (1849–1917)
- Edward Bruce, 10. Earl of Elgin, 14. Earl of Kincardine (1881–1968)
- Andrew Bruce, 11. Earl of Elgin, 15. Earl of Kincardine (* 1924)

Titelerbe (Heir apparent) der Sohn des derzeitigen Earls, Charles Edward Bruce, Lord Bruce (* 1961). 